# Keldsnor fyr
Keldsnor fyr är en 34 meter hög fyr på södra spetsen av ön Langeland i Danmark mellan Kielbukten och Langelands Bält. Fyren, som är uppkallat efter udden och lagunen Keldsnor, ersatte fyren på Fakkebjerg från år 1806 några kilometer mot väst.
Den första fyren på platsen var en lykta som hissades upp i en järnställning. Den tändes varje kväll från 1885 till 1905 då den  nuvarande fyren byggdes. Den utrustades med en fresnel-lins och en fotogendriven brännare med glödnät som år 1948 ersattes med en glödlampa. Fyren var bemannad till 1991 då den automatiserades.
År 2006 såldes fyren och byggnaderna till en privatperson men drift och underhåll av själva fyren sköts av danska staten. Byggnaderna har bytt ägare vid flera tillfällen sedan dess.